# Evelina Umek
Evelina Umek, slovenska pisateljica in prevajalka, *23. marec 1939, Trst, Italija.

## Življenje
Evelina Umek se je rodila v Trstu, 23. marca 1939. Maturirala je na tržaškem klasičnem liceju, in leta 1963 diplomirala iz slavistike na Filozofski fakulteti v Ljubljani. Po diplomi je nekaj mesecev delala na televiziji, kasneje je bila novinarka pri reviji Tovariš. Po rojstvu otrok si je pridobila status svobodne umetnice. Med letoma 1976 in 1978 je poučevala slovenski jezik na osnovni šoli v Medvodah, nato je postala urednica pri  Založbi učil Sava, ki se je skoraj istočasno združila z založbo Univerzum. Od 1980 do 1984 je bila direktorica te založbe, nato do 1988 urednica pri DZS. Pred upokojitvijo leta 1995 je bila urednica in nato odgovorna urednica otroškega in mladinskega programa na Televiziji Slovenija.
Živela je pri Svetem Ivánu v Trstu. Sodelovala je pri otroških oddajah na Radiu Trst A in piše za revijo Galeb.

## Delo
Evelina Umek je napisala več samostojnih del za otroke (z izobraževalno vsebino in vzgojnim poudarkom, približala jim je tudi tržaško okolje) in za odrasle (Mandrija in druge zgodbe, Frizerka in Hiša na Krasu idr.). Pripravila je veliko televizijskih scenarijev, meddrugim več kot sedemdeset za otroško oddajo Radovedni Taček, ter več radijskih iger. Po njenem delu Sprehod z baronom in drugimi imenitnimi Slovenci je RTV Slovenija posnela igrani dokumentarec. Iz italijanščine je prevedla dela znanih italijanskih mladinskih pisateljev: Giannija Rodarija, Marcella Argillija, Itala Calvina idr.
Večkrat si je zaslužila literarno nagrado revije Mladike, kasneje je bila več let v ocenjevalni komisiji, ki podeljuje nagrado.
Leta 2004 je prejela literarno nagrado vstajenje za zbirko Mandrija.
Leta 2024 je prejela Nagrado mira, ki jo slovenskim literarnim ustvarjalkam podeljuje ženski odbor Slovenskega centra PEN.

## Dela

### Mladinska dela
- 1983 - Pri zdravniku, Mk,  zbirka Pelikan
- 1986 - Klatimaček grof, MK,1986, zbirka Deteljica
- 1992 - Slovar radovednega Tačka, Marketing 013
- 1992 - Capek in Klara, MK
- 1995 - Radovedni Taček v gledališču, MK
- 1995 - Mama ne ve, očka ne sme, DZS
- 1996 - Kaj je prav, DZS
- 1997 - Radovedni Taček v Galeriji, MK
- 1997 - Drevesna ulica, DZS
- 2000 - Sprehod z baronom, Mladika, Trst
- 2003 - Oblak na vrvici Galeb, Trst
- 2004 - Malka gre v Trst, Mladika, Trst
- 2005 - Reševanje male jazbečarke, Galeb, Trst
- 2007 - Pravljičar, Galeb, Trst
- 2012 - Deklica in metulj, Mladika, Trst [3]
- 2014 - Preprosto zeleno, Buča, Ljubljana [4]
- 2023 - Po vodi, po suhem in počez: potepanja od Barkovelj do Škednja, Mladika, Trst [5]
- 2024 - Čarobna harmonika, Obzorja, Maribor [6]

### Proza
- 2003 - Mandrija in druge zgodbe, Mladika, Trst
- 2005 - Frizerka, Mladika, Trst
- 2006 - Hiša na Krasu, Mladika, Trst
- 2008 - Po sledeh fate morgane, Mladika, Trst [7]
- 2009 - La parrucchiera : una storia triestina, Mladika, Trst [8]
- 2010 - Zlata poroka ali Tržaški blues, Mladika, Trst [9]
- 2014 - Sidrišče spomina, Mladika, Trst [10]
- 2014 - La chiave = Ključ, Associazione temporanea di scopo Jezik-Lingua, Trst [11]
- 2017 - Odtisi v času, Mladika, Trst [12]
- 2023 - P'nče, Mladika, Trst [13]

### Objave v revijah
- 1956 - Speča gospodična Ilone, Mladika, Trst
- 1957 - Poletnega dne je prišel k njej, Tokovi, Trst
- 1957 - Ni ga mogel imeti rad, Mladika, Trst
- 1957 - Fant z roko v žepu, Naši razgledi, Trst
- 1958 - Pet minut upanja, Mladika, Trst
- 1958 - Tri dni je ležal mrtev, Mladika, Trst
- 2003 - Tonca, Fontana, Koper
- 2006 - Na varnem, Primorska srečanja, Koper

### Biografije
- 1976 - Fant s Tržaške ceste, Tone Seliškar, slovenski pisatelj, Pionirski list, 1. 10. 1975 -24. 3., Ljubljana , ilustracije Melita Vovk
- 1978 - Paleta cvetja, Ivana Kobilca, slikarka, Pionirski list , 17.11. 1977 -23.2.1978, ilustracije Štefan Planinc, Ljubljana
- 1978 - Gor čez Izaro, Jozef Stefan, znanstvenik, Pionirski list 9. 3. 1978- 1.6. 1978, ilustracije Štefan planinc, Ljubljana
- 1977 - Strta krila, Edvard Rusjan, prvi slovenski letalec, Pionirski list 8.9. 1977 -10.11.1977, ilustracija Matjaž Schmidt, Ljubljana
- 1977 - Skozi ameriško džunglo

### Nanizanke oziroma nadaljevanke
- 1987/88 - Alenka, Ciciban
- 1987/88 - Izbrana poglavja iz frnikologije, Kurirček
- 1988/89 - Odraščanje psičke Gale, Kurirček
- 1989 - Drugačne počitnice, Otrok in družina
- 1993 - Klemenov svet, Otrok in družina
- 1994/95 - Družinske vezi, Otrok in družina
- 1999 - Pregovori, Otrok in družina
- 2002/03 - Ograja, Galeb, Trst
- 2002/03 - Pega, pega, pegica, Galeb
- 2002/03 - Jabolko, Galeb
- 2002/03 - Skrivajčič, Zgubidanček in Pacek Pacon, Galeb
- 2002/03 - Nagajive ure, Galeb
- 2002/03 - Dolgčas, Galeb
- 2002/03 - Mavrična prijateljica, Galeb
- 2002/03 - Pajek in Mona Liza, Galeb
- 2002/03 - Dedkova svetilka, Galeb

### Objave na radiu
- 1972/78 - Nenavadni pogovori, Radio Slovenija I
- 1972/78 - Radijske šole, Radio Slovenija I

### Serije poljudnoznanstvenih oddaj za otroke
- 1998 - Capek in Klara, Radio Trst A
- 2000 - Škratovske zgodbe in nezgode, Radio Trst A
- 2001 - Danes bi rad bil, Radio Trst A
- 2001 - Zgodbe iz kante, Radio Koper in Slovenija I
- 2001/2002 - Škratovske zgodbe in nezgode, Radio Trst A
- 2002 - Čarovnije v knjižnici, Radio Trst A
- 2003 - Potovanje v nekoč in danes, Radio Trst A

### Radijske igra za otroke
- 1990 - Travica želja, Radio Trst A
- 1992 - Tina v laž deželi, Radio Trst A
- 1999 - Deklica Pegica, Radio Trst
- 2002 - Na smetišču, Radio Trst A
- 2004 - Narub, Radio Trst A, radijska igra v dveh delih
- 2005 - Zaklad, Radio Trst A, radijska igra v dveh delih

### Televizijski scenariji
- 1987-2000 - Radovedni Taček, približno osemdeset scenarijev, RTV SLO
- 1990 - Dva bahača, RTV SLO
- 1991 - Babičina skrinja, RTV SLO
- 1994 - Pajacek, RTV SLO
- 1995 - Pajac in punčka, RTV SLO
- 1999 - Jaslice, RTV SLO
- 1996 - serija novoletnih oddaj Kljukec, RTV SLO
- 1997 - serija novoletnih oddaj Capek in Klara, RTV SLO
- 2000-03 - serija oddaj Iz popotne torbe, RTV SLO
- 2001 - Brki in brkači, RTV SLO
- 2002 - serija desetih pravljic, RAI, slovenski oddelek
- 2002 - Nenavadni vrtnarji, RTV SLO
- 2004 - Sprehod z baronom, RTV SLO
- 2022 - Marica Nadlišek Bartol, RTV SLO

### Odrska dela
- 1994 - Mačja šola, Lutkovno gledališče Ljubljana
- 1995 - Capek in Klara, Lutkovno gledališče
- 2005 - Brez vrečk ne gre, Krščansko kulturno društvo Sele - Planina, Sele, Avstrija

### Prevodi
- Maria Giacobbe, Piccole cronache; Male kronike, MK, 1963, Ljubljana
- Gianni Rodari, La freccia azzurra; Modra puščica, MK,1967, Ljubljana
- Enzo Biagi, L`uomo non deve morire; Človek ne sme umreti, Tedenska tribuna, 1969, Ljubljana
- Nantas Salvalaggio, Il letto in piazza; Postelja na trgu, Tedenska tribuna 1971, Ljubljana
- Guglielmo Zucconi, Bilico; Martin, Škarjač in Slamica, ilustracije Andrej Novak,Pionirski list, 1971, Ljubljana
- Milena Milani, Emilia sulla diga; Dekle na valobranu, Mladina 1971, Ljubljana
- Milena Milani, La ragazza di nome Giulio;  Dekle Jules, ČGP Delo, zbirka romani, 1972, Ljubljana
- Marina Jarre, Il Tramviere imapzzito; Nori sprevodnik, RTV, 1973, Ljubljana
- Marcello Argilli, Atomino; Atomček, Mk, 1973, Ljubljana
- Gianni Padoan, Robinson nello spazio; Robinzon v vesolju, MK, 1974, Ljubljana
- Gianni Padoan, Robinson degli oceani; Robinzon v oceanu, ilustracije Kostja Gatnik, Pionirski list 1974, Ljubljana
- Italo Calvino, Novelle; Novele, Mladina 1975, Ljubljana
- Dacia Maraini, Memorie di una ladra; Spomini malopridnice, Obzorja, 1974, Maribor
- Pietro Chiara, I Giovedi della signora Giulia; Četrtki gospe Julije, Tedenska tribuna , 1975, Ljubljana
- Gianni Rodari, Favole al telefono; Pravljice po telefonu, MK, 1978, Ljubljana, Ljubljana
- Gianni Rodari, Grammatica della fantasia; Srečanje z domišljijo, MK, 1979, Ljubljana
- Gianni Rodari, Tante storie per giocare; Pravljice za igro, Univerzum, 1978, Ljubljana
- Antonio Gramsci, L`albero del porcospino; Ježevo drevo, Kurirček, 1987, Ljubljana
- Roy Medvedjev,Nikita Hruščov, Cankarjeva založba, 1983, Ljubljana
- Italo Calvino, Marcovaldo M, Mk, 1987, Ljubljana
- Renato Fabiani, Il gelso dei Fabiani; Murva Fabianijev, Mladika Trst, 1998
- Donatella Ziliotto, Maestro Bora; Mojster Burja, Kekec, 2001, Ljubljana
- Luigi Malerba, L´uovo infrangibile;  Jajce, ki ga ni mogel nihče razbiti, Kekec, 2001, Ljubljana

### Objave v italijanščini
- Letture fantastiche, Quaderni del Territorio 14, 1997, Comune di San Pier d´Isonzo

### Prevodi v italijanščino
- Zbirka slovenskih pravljic za založbo Mondadori, 1978, Milano